# Jean de Münsterberg-Œls
Jean de Münsterberg-Œls (connu aussi comme  Jean de Poděbrady; allemand: Johann von Münsterberg-Bernstadt; tchèque: Hanuš z Minstrberka; né le 4 novembre 1509, Oleśnica – 28 février 1565, (Oleśnica) il fut duc de Münsterberg de 1542 à 1565, duc d'Œls de 1548 à 1565 duc  Bernstadt de 1548 à 1565. Il porte également le titre de comte titulaire de Glatz.

## Biographie
Jean de Münsterberg-Œls est un membre de  la lignée des ducs de Münsterberg de la famille de Poděbrady. Ses parents sont Charles Ier de  Münsterberg-Œls et Anne de Żagań, fille du duc Jean II le Fou de Żagań.
Après la mort de leur père Jean règne conjointement sur les duchés de Münsterberg-Œls avec ses frères Joachim, Henri II et Georges II.Ils accordent le statut de ville libre à Srebrna Góra. Contrairement à leur père les frères et corégents sous la direction de leur ainé Joachim adhèrent au luthéranisme et chassent en 1537 les prêtres catholiques de Münsterberg et nomment un vicaire protestant.
En 1542, Joachim et ses frères qui doivent faire face à des difficultés financières donnent en gage le duché de Münsterberg à leur cousin Frédéric II duc de Legnica. Ils divisent la même année le reste de leur patrimoine : Henri II reçoit le « duché de Bernstadt », en polonais Bierutów, Joachim, l'aîné devient évêque de Brandebourg en 1546, pendant que Jean continue à gouverner le duché d'Œls. Il reconstruit le château dans le style Renaissance et édifie une construction de quatre étages devant le château qui sert de douaire. Quand le duché de Münsterberg revient finalement en 1559 à sa famille il est de nouveau gouverné par Jean.

## Union et succession
Le 20 février 1536 Jean épouse Christine Catherine de Schidlowitz (en tchèque Krystyna Katarzyna Szydłowiecka; ( –1556) En 1557, après la mort de son épouse, Jean fait bâtir un monument funéraire pour Christina et lui-même dans l'église d'Œls. Il est édifié par le sculpteur Johannes Oslew de Wurtzbourg et décoré avec des motifs floraux et des armoiries. Aux pieds des effigies grandeur nature du duc et de son épouse reposent deux lions.
Ils ont un fils unique :
- Charles Christophe de Münsterberg.

Après la mort de son épouse il se remarie le 8 septembre 1561 avec Marguerite (morte en 1580), une fille du duc Henri II de Brunswick-Wolfenbüttel qui lui survit 15 ans. Après la mort de Jean en 1565, son fils Charles Christophe lui succède comme duc de Münsterberg. Le duché d'Œls revient à son neveu Charles II, et le duché de Bernstadt au frère de ce dernier Henri III de Münsterberg-Œls.

## Source
- (en) Cet article est partiellement ou en totalité issu de l’article de Wikipédia en anglais intitulé « John, Duke of Münsterberg-Oels » (voir la liste des auteurs), édition du 11 juillet 2014.
- Anthony Stokvis, Manuel d'histoire, de généalogie et de chronologie de tous les États du globe, depuis les temps les plus reculés jusqu'à nos jours, préf. H. F. Wijnman, Israël, 1966, chapitre VIII « Généalogie de la maison de Poděbrad », tableau généalogique no 17.
- (en) & (de) Peter Truhart, Regents of Nations, K. G Saur Münich, 1984-1988 (ISBN 359810491X), Art. « Münsterberg » p. 2452-2453 & Art. « Oels + Bernstadt, Kosel, Wartenberg », p.  2453.